# Myrcia neomontana
Espèce
Classification APG III (2009)
Statut de conservation UICN

 LC  : Préoccupation mineure
Synonymes
Selon Tropicos (08 avril 2025)
- Calyptranthes obtusa Benth.
- Cumetea montana (Aubl.) Raf.
- Eugenia montana Aubl. - Basionyme
- Marlierea obtusa (Benth.) O. Berg
- Marlierea richardiana O. Berg
- Marlierea suffruticosa O. Berg
- Myrcianthes montana (Aubl.) C. Nelson

Selon GBIF (08 avril 2025)
- Calyptranthes obtusa Miq.
- Cumetea montana (Aubl.) Raf.
- Eugenia montana Aubl. - Basionyme
- Marlierea montana (Aubl.) Amshoff
- Marlierea obtusa O.Berg
- Marlierea richardiana O.Berg
- Marlierea suffruticosa O.Berg
- Myrcianthes montana (Aubl.) C.Nelson

Myrcia neomontana est une espèce de plantes à fleurs de la famille des Myrtaceae (famille du Goyavier). C'est un arbuste néotropical. 
Il est connu au Suriname sous les noms de Kowako ou Kwakkoe (Arawak), et Kwako (Arawak, Boni). 

## Description
Myrcia neomontana est un arbuste, ou arbre peu ramifié, généralement glabre, atteignant jusqu'à 5(–8) m de haut.
Le limbe des feuilles est raides-coriacés, de forme ovale, arrondie à cordée à la base, presque sessile, obtus à arrondis à l'apex.
Les inflorescences sont subterminales, avec de nombreuses fleurs, glabres.

## Répartition
On rencontre Myrcia neomontana depuis le Venezuela (Delta Amacuro : Caño Simoina, Bolívar : Cerro Guaiquinima, Cerro Guanacoco, Gran Sabana, milieu du Río Caroní, Serranía Senkopirén), jusqu'au Brésil (Amazonas : Serra Aracá), en passant par le Guyana, le Suriname, et la Guyane.

## Écologie
Myrcia neomontana pousse dans des forêts broussailleuses d'altitude, les forêts-galeries, et les forêts mixtes sempervirentes de plaine, à (50-)500-100 m d'altitude au Venezuela).

## Utilisation
Les fruits de Myrcia neomontana sont comestibles.

## Histoire naturelle
En 1775, le botaniste Aublet propose la diagnose suivante pour Myrcia neomontana : 
« 1. EUGENIA (montana) foliis ovatis, acutis ; floribus terminalibus, fructu parvo, albo, pundis rubris notato. (Tabula 195.) 

Arbor mediocris, trunco ſexpedali, in ſummitate ramoſo; Ramis rectis, & undique ſparſis. Folia oppoſita, ovata, acuta, glabra, foraminulata, integerrima, ſubſeſſilia. Flores racemoſi, terminales ; racemulis oppoſitis, trifloris ; floribus ſeſſilibus, ſingulis bracteâ ad baſim munitis. Perianthium monophyllum, quadridentatum ; denticulis ſubrotundis, concavis, acutis. Corolla ; petala quatuor, alba, ſubrotunda, concava, rubris venis variegata. Fructus; bacca alba, pundis rubris aſperſa, ſubrotunda, calicis denticulis coronata, unilocularis. Semen ſolitarium. 
Florebat frudumque ferebat Auguſto.

Habitat ſupra montem Serpent dictum. »

« LE JAMBOLIER des montagnes.. (PLANCHE 195.).
Cet arbre eſt de moyenne grandeur. Son tronc s'élève à cinq ou ſix pieds. Son écorce eſt cendrée. Son bois eſt dur, compacte & blanc, il pouſſe à ſon ſommet des branches noueuſes & rameuſes qui s'élèvent & ſe répandent horiſontalement. Les feuilles ſont placées ſur les rameaux deux à deux, oppoſées & diſpoſées en croix. elles ſont vertes, fermés, liſſes, épaiſſes, ovales, terminées par une petite pointe. Les plus grandes out environ deux pouces & longueur, ſur un de largeur. Elles ſont partagées dans leur longueur par une nervure peu ſaillante en deſſous. 
Les fleurs naiſſent à l'extrémité des rameaux ſur une branche menue, rameuſe, dont les rameaux ſont oppoſés, & ſoutiennent chacun trois fleurs ſeſſiles, d'une odeur très agréable, & garnies d'une petite écaille à leur baſe. 
Le calice eſt d'une ſeule pièce, arrondi par le bas, évaſe par le haut, partage en quatre parties concaves & pointues. 
La corolle eſt à quatre pétales blancs, légèrement teints de rouge, lis ſont arrondis, concaves, attaches par un onglet entre & ſous les divisions du calice. 
Les étamines ſont en grand nombre, rangées au deſſous de l'inſertion des pétales, ſur la paroi ſupérieure & interne du calice. 
Le piſtil eſt un ovaire arrondi qui fait corps avec le calice, & il eſt ſurmonté d'un style long, grêle, rougeâtre, terminé par un stigmate obtus. 
L'ovaire devient une baie blanche, pointillée de rouge, couronnée par les divisions du calice avec lequel elle fait corps ; elle eſt a une feule loge qui contient une semence arrondie. Elle eſt repréſentée de groſſeur naturelle de même qu'une moitié de ſemence. 
J'ai trouvé cet arbre ſur le ſommet de la montagne Serpent. 
Il étoit en fleur & en fruit dans le mois d'Août. »

— Fusée-Aublet, 1775.